# Cold Springs (Kalifornia, El Dorado megye)
Cold Springs statisztikai település az USA Kalifornia államában, El Dorado megyében. Lakosainak száma 556 fő (2020. április 1.).

## Népesség
A település népességének változása:

| 2010 | 446 |
| 2020 | 556 |